# Курган (кладбище)
Кладбище «Курган» (тат. «Курган» зираты) — погребальный комплекс, открытый в 2020 году и располагающийся в Казани, столице Татарстана.

## История
Ввиду дефицита мест на имеющихся кладбищах Казани, в 2012 году руководством Татарстана было принято решение о строительстве нового погребального комплекса в районе деревни Званка на 825-м километре автодороги М7 в Пестречинском районе. На эскизно-проектные работы, порученные ГУП «Татинвестгражданпроект», было выделено 9,5 миллионов рублей. Готовый проект был одобрен в 2016 году президентом Республики Татарстан Рустамом Миннихановым. Строительство началось в 2017 году, на что из бюджета Татарстан было выделено 265 с лишним миллионов рублей. Под территорию для кладбища было отдано 86 гектаров, выделенных компанией «Татспиртпром». Участок находился на территории Кощаковского сельского поселения в Пестречинском районе, имея статус промышленной земли, а в 2018 году законом Государственного совета Республики Татарстан был включён в состав Казани, войдя в Советский район.

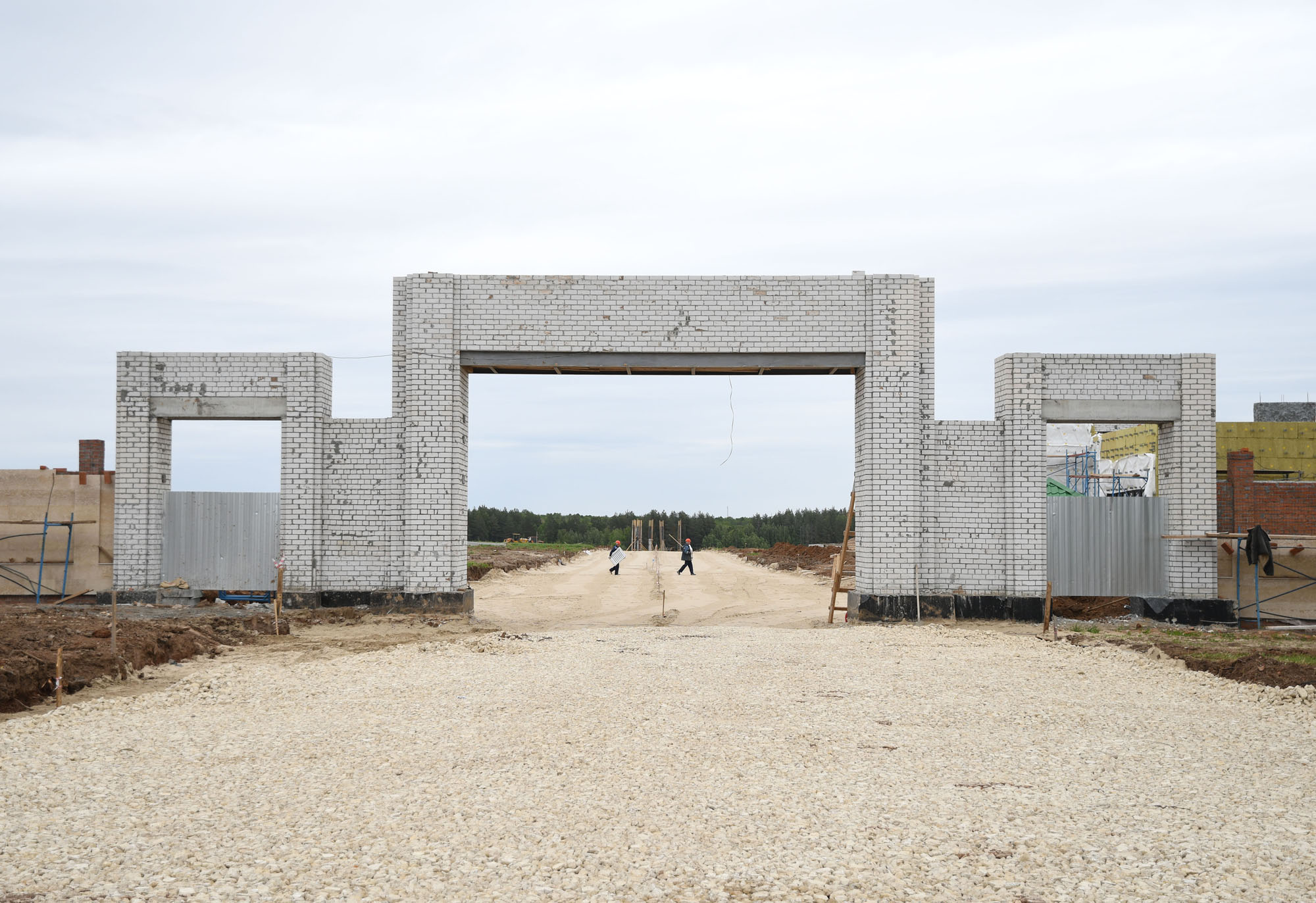
Этап строительства, 2018 год

Заказчиком строительства выступило ГКУ «Главинвестстрой РТ». Работы велись ООО «АВЛ-Строй» без проведения торгов, в чём журналистами было усмотрено нарушение антимонопольного законодательства. Строительство шло с опережением, кладбище планировалось сдать в 2018 году, однако затем работы затянулись. Как выяснилось, на продолжение строительства не хватило средств, так, в 2019 году было выделено ещё 98 миллионов рублей. Кладбище планировалось открыть осенью того же года, соответствующие обещания давались директором «АВЛ-Строй», однако затем работы опять встали. В итоге, «долгожданное» открытие кладбища было назначено на 2020 год. В июне было получено разрешение на ввод в эксплуатацию, а августе кладбище открылось, после посещения комплекса Миннихановым. Кладбище получило название «Курган», имеющее «идентичное правописание на татарском языке и соответствующее смысловое значение», а первые захоронения начались в сентябре того же года.
Первоначально планировалось строительство крематория, однако от этих планов отказались из-за отрицательного мнения жителей соседних поселений, придерживающихся «традиций, по которым тело должно быть предано земле». Однако, в 2020 году к идее создания крематория вернулись снова, в том числе по причинам возросшей смертности из-за пандемии коронавируса. Против такой идеи выступило православное и мусульманское духовенство, в переговорах с которым принимал участие сам Минниханов. Тендер на проектирование крематория в размере 6 миллионов с лишним рублей выиграл «Татинвестгражданпроект», у которого на аукционе не было конкурентов. Строительство планируется начать в 2022 году и окончить в 2024 году, в результате чего новый крематорий станет первым как в Татарстане, так и в мусульманском регионе России вообще. Всего на его сооружение планировалось потратить 120 миллионов рублей, однако затем стоимость поднялась до 250 миллионов

## Инфраструктура

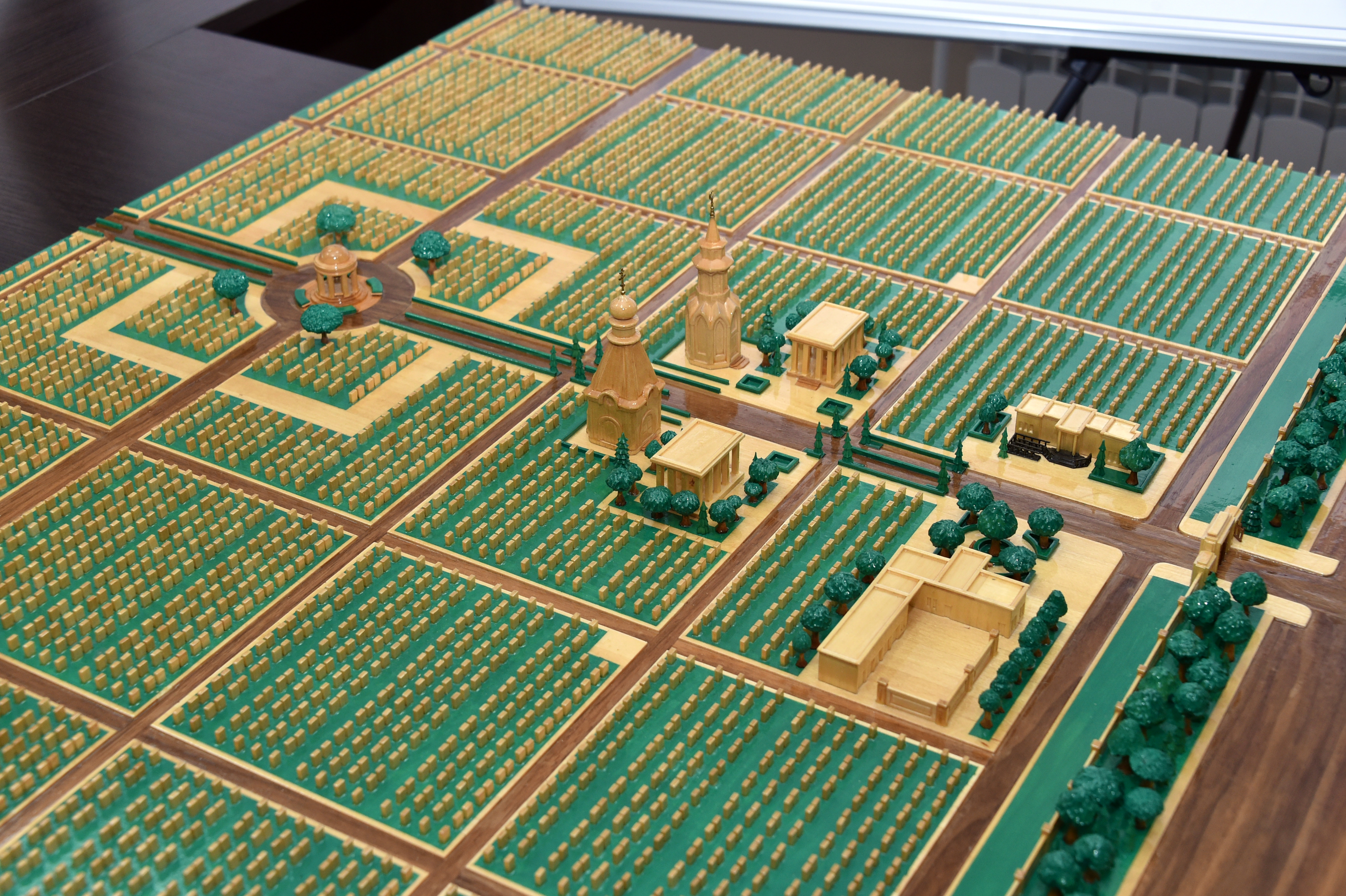
План-макет кладбища

Находится по адресу: Мамадышский тракт, дом 179. Площадь — 86 гектаров, из которых 77 — под захоронения. Кладбище рассчитано на 147 тысяч 500 мест, чего может хватить на ближайшие 30 лет. Комплекс поделён главной аллеей на два кладбища — мусульманское на севере (71 тысяча 370 мест, 35,65 гектаров) и православное на юге (77 тысяч 130 мест, 38,56 гектаров). При этом, в одном семейно-родовом захоронении могут быть похоронены родственники, исповедовавшие отличные друг от друга религии. На кладбище предусмотрены отдельные участки для умерших жителей Кощаковского сельского поселения, ветеранов войн, а также «лиц, внесших значительный вклад в развитие Казани и Татарстана». Установка оград запрещена, намогильные памятники должны быть не выше 2 метров. На территории комплекса также находятся ротонда с куполом, административные здания, хозяйственный корпус, отдельные остеклённые навесы для прощания по мусульманским и православным обрядам, входная группа с постом охраны, а также парковка для автомобилей и другие объекты. Также в будущем на внебюджетные средства будет построена мечеть и часовня. Ввиду далёкого расположения кладбища от города, с 2022 года в дни поминовения туда ходит автобусный маршрут № 207.

## Похороненные

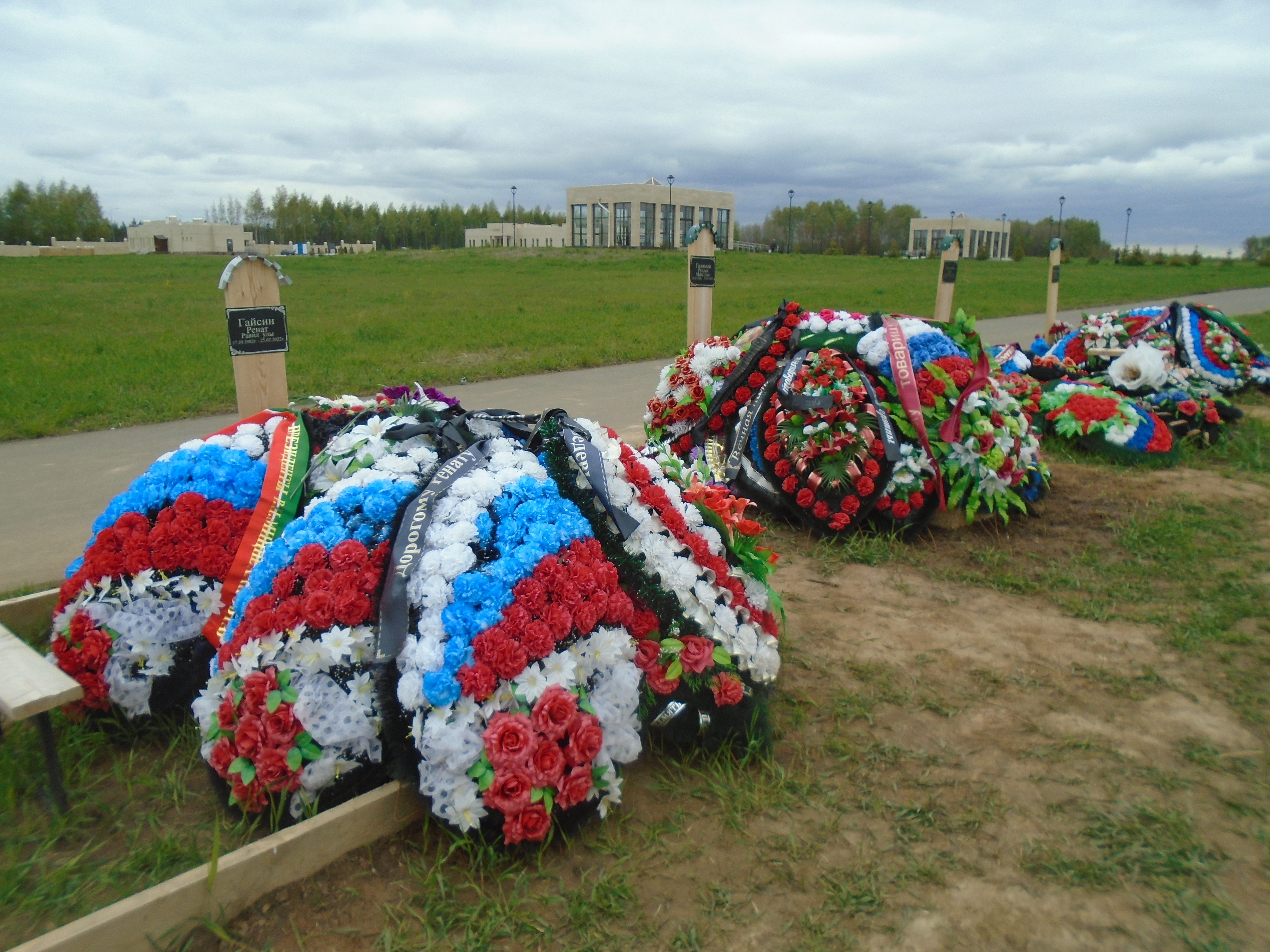
Аллея участников вторжения

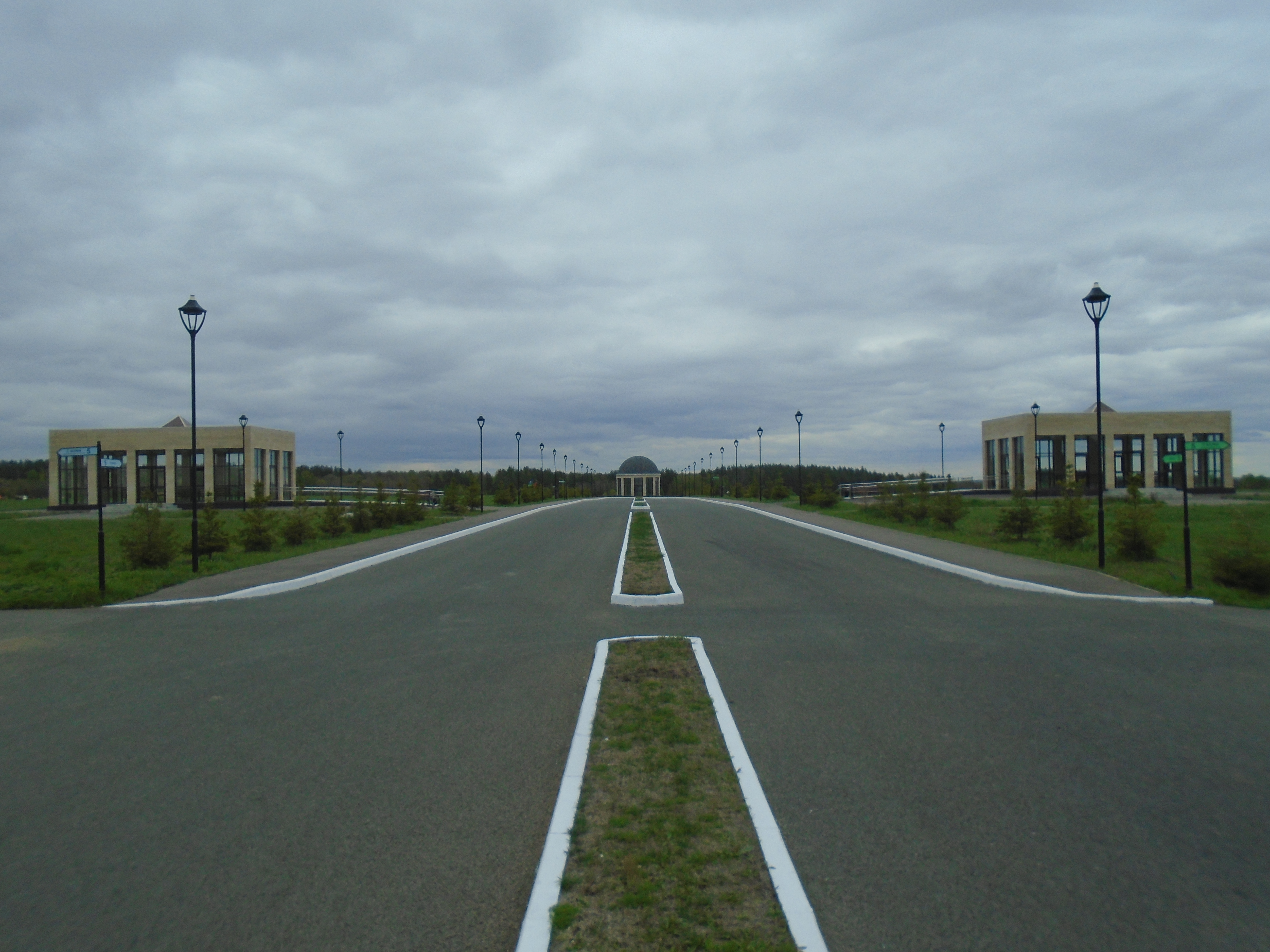
Кладбище «Курган»

В 2020 году на кладбище были похоронены певица Хамдуна Тимергалиева, журналист Ранис Газизов, учёный Александр Шамов, артист Равиль Харисов; в 2021 году — журналистка Эльвира Кудрецкая, писатель Ахат Гаффар, политик Фандас Сафиуллин; в 2022 году — художник Зуфар Гимаев, ветеран Павел Клетнев, артист Наиль Дунаев; в 2023 году — поэт Разиль Валеев.
После начала российского вторжения на территорию Украины, на кладбище появился ряд могил погибших российских военнослужащих, в частности, там был похоронен ефрейтор Дамир Гилемханов, получивший звание «Героя Российской Федерации», однако ряд других имён публично не обнародовались.